# Seth Wescott
Seth Wescott, född 28 juni 1976 i Durham, North Carolina, är en amerikansk snowboardåkare. Han vann OS-guld 2006 och 2010 i grenen snowboardcross.